# Галва (Канзас)
Галва (енгл. Galva) град је у америчкој савезној држави Канзас.

## Демографија
По попису из 2010. године број становника је 870, што је 169 (24,1%) становника више него 2000. године.
| Група             | 2000.       | 2010.       |
| Белци             | 678 (96,7%) | 848 (97,5%) |
| Афроамериканци    | 1 (0,1%)    | 2 (0,2%)    |
| Азијати           | 3 (0,4%)    | 3 (0,3%)    |
| Хиспаноамериканци | 7 (1,0%)    | 8 (0,9%)    |
| Укупно            | 701         | 870         |